# Николаев, Юрий Александрович
Ю́рий Алекса́ндрович Никола́ев (род. 16 декабря 1948, Кишинёв, СССР) — советский и российский телеведущий, народный артист РФ (1998). 
Наиболее известен по музыкальным телепрограммам: «Утренняя почта», «Утренняя звезда» и «Достояние республики».

## Биография

### Ранние годы
Родился 16 декабря 1948 года в Молдавской ССР, в городе Кишинёве.
Отец — Александр Сильвестрович Николаев — был полковником МВД, был награждён многими орденами и медалями за участие в Великой Отечественной войне.
Его дед был репрессирован, эмигрировал в Канаду, о чём Юрий узнал, уже будучи взрослым.
Мать — Валентина Игнатовна Николаева была капитаном НКВД, участница Великой Отечественной, старшая сестра — Татьяна (род. 1940) от первого мужа матери, который погиб в 1941 году в одесских катакомбах.
В школьные годы посещал театральный кружок и играл детские роли на кишинёвском телевидении.
В 1965 году окончил школу № 4 (сейчас Лицей им. Титу Майореску) и поступил в ГИТИС, который окончил пять лет спустя по специальности «Актёр театра и кино».

### Карьера
С 1970 по 1975 год работал в Театре им. А. С. Пушкина.
С 1973 по 1975 год внештатно работал на телевидении. С 1975 года — в штате центрального телевидения Гостелерадио СССР в отделе дикторов. Первая передача, которую вёл Юрий Николаев, называлась «Вперёд, мальчишки!».

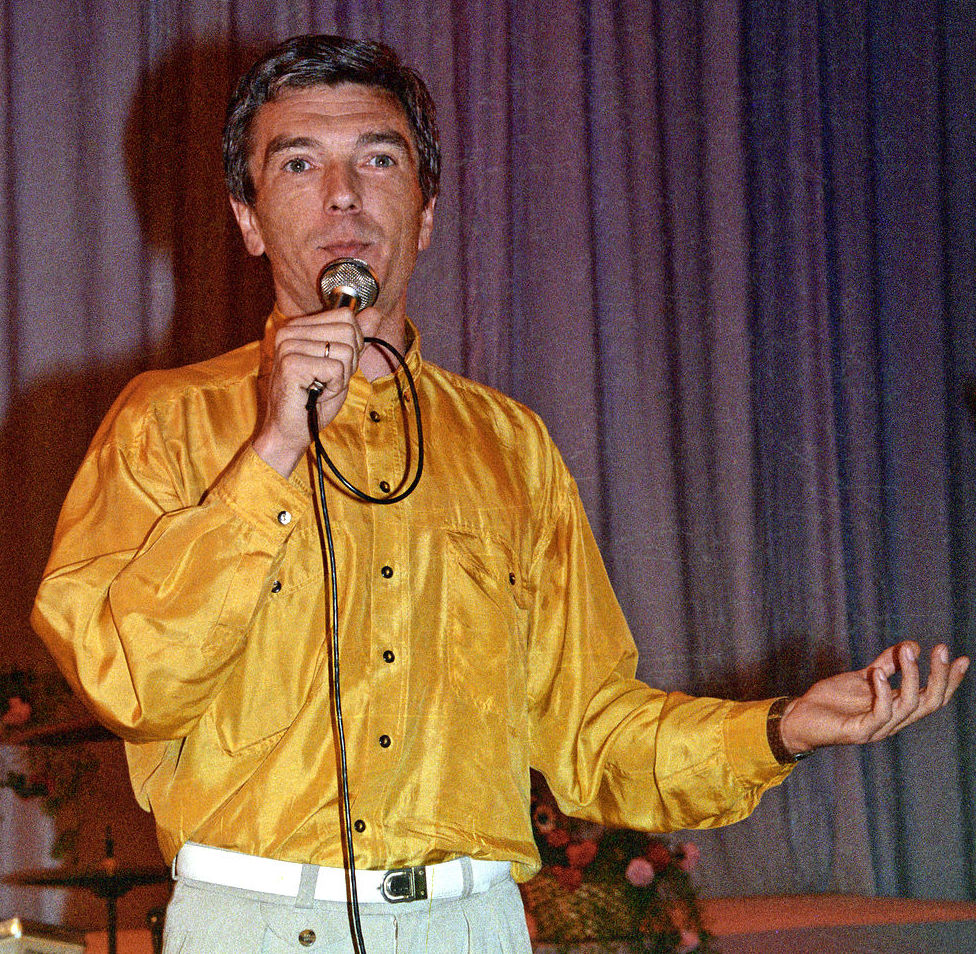
1991 год

С 1975 по 1991 год — постоянный ведущий еженедельной музыкальной программы «Утренняя почта», одной из самых популярных передач советского телевидения. Непродолжительное время был ведущим новостных программ центрального телевидения Гостелерадио СССР. Вёл также популярные музыкальные программы: «Голубой огонёк», «Песня года», фестивали песни из Юрмалы, детскую передачу «Спокойной ночи, малыши!» и другие.
Вечером 2 июня 1978 года читал программу телепередач советского телевидения в состоянии алкогольного опьянения. Несмотря на перспективу самых жёстких последствий для Николаева, глава Гостелерадио СССР Сергей Лапин решил: «Строго наказать, но на телевидении оставить». Более того, через несколько дней Николаев был принят в члены КПСС.
В 1991 году создаёт телевизионную продюсерскую фирму «ЮНИКС» («Юрий Николаев Студия»), выпускающую еженедельную программу «Утренняя звезда». Был бессменным ведущим этой передачи с 1991 по 2003 год.
С марта 1995 года — один из продюсеров развлекательной программы «Угадай мелодию!».
В конце 1995 года выступил одним из учредителей творческого объединения «КВИНТА». С февраля 1996 года — генеральный продюсер Московской телекомпании и художественный руководитель «МТК» (до февраля 1997 года).
В 1996 году придумал и воплотил на экране первую национальную премию детского творчества «Призвание».
В июне 1996 года, во время предвыборной молодёжной кампании «Голосуй, или проиграешь» по переизбранию Президента РФ, вместе с Якубовичем совершил «Концертно-познавательный перелёт „Ельцин — наш Президент!“».
С февраля 1997 года — ведущий возобновлённой музыкальной программы «Утренняя почта».
С 2003 по 2008 год работал на телеканале «Россия». В 2003—2005 годах вёл программу о российском образовании «Большая перемена», а в 2006—2008 годах был ведущим телевизионных шоу «Танцы на льду» (2 сезона) и «Танцы со звёздами» (3 сезона) на этом канале.
В 2008—2009 годах был ведущим программы «Утренняя почта» вместе с Ларисой Грибалёвой на канале РТР-Беларусь.
Осенью 2009 года вернулся на «Первый канал». С 6 сентября 2009 года по 25 сентября 2016 года — ведущий шоу (совместно с Дмитрием Шепелевым) «ДОстояние РЕспублики». Со 2 сентября 2013 года по 2014 год вёл программу «В наше время».
В 2015 году исполнил песню «Остров Юрий» на слова своего тёзки и однофамильца Юрия Николаева, отца Игоря Николаева. Музыку к песне написал Игорь Николаев.
С 9 июля 2017 по 5 сентября 2021 года — ведущий утренней программы-интервью «Честное слово» на «Первом канале». Также периодически ведёт на данном канале праздничные концерты.
Член Союза журналистов Российской Федерации. Член редакционного совета журнала «Медведь». Член Московского Английского клуба. С 1997 года — член попечительского Совета «ЮНЕСКО».

### Личная жизнь
- Первая жена — однокурсница Галина[4].
- Вторая жена с 5 апреля 1975 года[6] — Элеонора Александровна Николаева (дев. Гравис[16], род. 28 ноября 1951), сестра его друга актёра Рональда Грависа (1943—2006)[16][17], дочь джазового музыканта Александра Грависа, который играл на контрабасе в оркестре Олега Лундстрема, и переводчицы английского языка Киры Петровны. Познакомились, когда Юрию было 18, а Элеоноре 15 лет[4][6]. По специальности экономист, окончила Московский финансовый институт[18] (финансовый директор АО «ЮНИКС»).

Детей у Юрия Николаева нет.
В книге «Влад Листьев. Пристрастный реквием» рассказано, что пара была очень близка с семьёй Владислава Листьева незадолго до убийства последнего.
Среди хобби: горные лыжи, большой теннис, игра на бильярде, пилотирование спортивного самолёта, привлёк к этому и своего друга Леонида Якубовича.
Поддерживал принятие закона, запрещающего «пропаганду гомосексуализма».
Юрию Николаеву некоторыми источниками приписывается авторство афоризма «Жизнь трудна, но, к счастью, коротка!»

## Работы

### Телевидение
- «Вперед, мальчишки!»[6]
- «Утренняя почта» (1975—1991, 1997—2001, 2008—2009)[24][25]. С 2008 по 2009 год вёл программу на канале РТР-Беларусь[26]
- «Голубой огонёк»
- «Песня года» (1985)
- «Спокойной ночи, малыши!»
- Фестивали песни из Юрмалы
- «Утренняя звезда» (1991—2003)[27]
- «Большая перемена» (2003—2005)[28]
- «Детское Евровидение 2005» — комментатор[29]
- «Танцы со звёздами» (2006—2008, 3 сезона, с Анастасией Заворотнюк)[30]
- «Танцы на льду» (2006—2007, 2 сезона, с Анастасией Заворотнюк)[31]
- «ДОстояние РЕспублики» (2009—2016, с Дмитрием Шепелевым)[32][33]
- «В наше время!» (2013—2014, с Ангелиной Вовк и Татьяной Веденеевой)[34]
- «Новая звезда» (с 2015, член жюри)
- «Честное слово» (2017—2021)[35]

### Фильмография
- 1971 — «Большие перегоны» — Игорь Шилов
- 1972 — «Девушка из камеры № 25»
- 1972 — «Льды уходят в океан (телеспектакль)» — Костя Байкин
- 1976 — «Дрессировщики»
- 1977 — «Хождение по мукам» — Шарыгин
- 1980 — «Удивительная история» — сержант милиции
- 1981 — «Тайна, известная всем» — Юрий Николаевич (камео)
- 1982 — «С кошки всё и началось» — папа Славика, артист
- 1984 — «Прежде, чем расстаться» — Костя, младший сержант милиции
- 1986 — «Как стать звездой»
- 2009 — «Аннушка» — камео

## Награды и почётные звания

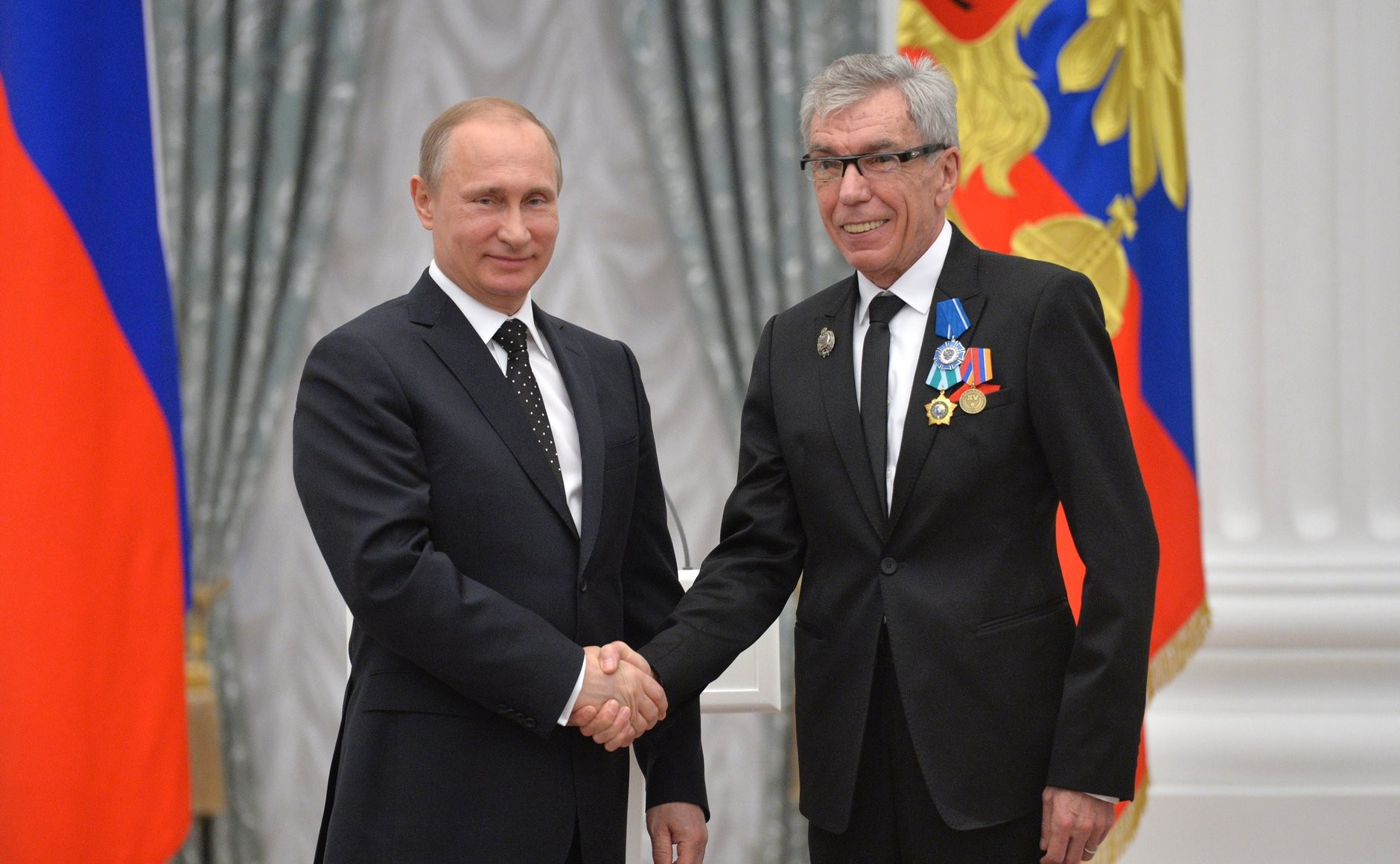
Награждение орденом Почёта.
Москва, Кремль, 21 мая 2015 года

- Дважды лауреат премии Союза журналистов России (1992, 1996 гг.)[1].
- Заслуженный артист Российской Федерации (13 сентября 1994 года) — за заслуги в области искусства[36].
- Благодарность Президента Российской Федерации (11 июля 1996 года) — за активное участие в организации и проведении выборной кампании Президента Российской Федерации в 1996 году[37].
- Народный артист Российской Федерации (18 декабря 1998 года) — за большие заслуги в области музыкального искусства[38].
- С 2007 года — член Академии Российского телевидения[1].
- Орден Дружбы (9 мая 2007 года) — за заслуги в области культуры, печати, телерадиовещания и многолетнюю плодотворную работу[39].
- Орден Почёта (14 января 2014 года) — за большие заслуги в развитии отечественного телевидения, радиовещания, печати и многолетнюю плодотворную деятельность[40].
- 8 июня 2018 года получил специальный приз Премии Муз-ТВ 2018 «За вклад в жизнь»[41].
- Почётная грамота Президента Российской Федерации (25 сентября 2018 года) — за заслуги в развитии отечественной культуры и искусства[42]
- Премия Правительства Российской Федерации 2018 года в области культуры (28 января 2019 года) — за телевизионную детскую музыкальную программу «Утренняя звезда»[43]